# جانی بوناگورا
جانی بوناگورا (ایتالیایی: Gianni Bonagura؛ ‏ ۲۷ اکتبر ۱۹۲۵ – ۸ اکتبر ۲۰۱۷) بازیگر و صداپیشه اهل ایتالیا بود.
از فیلم‌ها یا برنامه‌های تلویزیونی که وی در آن نقش داشته‌است، می‌توان به برده نازنینم، فروشگاه بزرگ، انجیل به روایت متی، پشت درهای بسته، پادره پیو: مرد کرامات، فردیناند و کارولینا و دل‌های شکسته اشاره کرد.